# جیانلوایجی آپونته
جیانلوایجی آپونته (به انگلیسی: Gianluigi Aponte) (زاده ۲۷ ژوئن ۱۹۴۰) یک تاجر ایتالیایی، بنیانگذار و مالک شرکت ام‌اس‌سی دومین شرکت کشتیرانی کانتینری بزرگ دنیا پس از مرسک لاین است.

## اوایل زندگی
جیانلوایجی آپونته در ۲۷ ژوئن ۱۹۴۰ در سنت آنجلو، ایتالیا (نزدیک ناپل) متولد شد.

## حرفه
جیانلوایجی آپونته کاپیتان ناپلیایی است که در سال ۱۹۷۰ به همراه همسرش رافائل وارد صنعت ترابری شد. در آن زمان شرکت تازه تأسیس با یک کشتی محموله را بین اروپا و آفریقا حمل می‌کرد. با رشد تجارت، او در نهایت در سال ۱۹۸۸ به سمت صنعت کشتی‌های گردشی رفت.

## افتخارات
در سال ۲۰۰۹ جیانلوایجی آپونته به همراه فابیو کاناوارو و چند تن دیگر به عنوان ناپلی‌های برتر جهان توسط سیلویو برلوسکونی مورد تقدیر قرار گرفت.

در سال ۲۰۱۲ برنده جشنواره موفقیت جهانی کروز (گردشی) به خاطر فعالیت طولای در این صنعت شد.

در اکتبر ۲۰۱۳ جایزه فعالیت تمام عمری جهانی را دریافت کرد و همچنین از طرف رئیس جمهور ایتالیا جورجو ناپولیتانو مورد تقدیر قرار گرفت.